# Bovina (Nueva York)
Bovina es un pueblo ubicado en el condado de Delaware en el estado estadounidense de Nueva York. En el año 2000 tenía una población de 664 habitantes y una densidad poblacional de 6 personas por km².

## Demografía
Según la Oficina del Censo en 2000 los ingresos medios por hogar en la localidad eran de $43359, y los ingresos medios por familia eran $46094. Los hombres tenían unos ingresos medios de $30,875 frente a los $21,442 para las mujeres. La renta per cápita para la localidad era de $19,653. Alrededor del 5.7% de la población estaban por debajo del umbral de pobreza.